# Five Nations 1952
Die Ausgabe 1952 des jährlich ausgetragenen Rugby-Union-Turniers Five Nations (seit 2000 Six Nations) fand zwischen dem 12. Januar und dem 5. April statt. Turniersieger wurde Wales, das mit Siegen gegen alle anderen Teilnehmer zum fünften Mal den Grand Slam schaffte, mit Siegen gegen alle britischen Mannschaften auch die Triple Crown.

## Teilnehmer
| Land       | Stadion                        | Stadt             | Kapitän                           |
| ---------- | ------------------------------ | ----------------- | --------------------------------- |
| England    | Twickenham Stadium             | London            | Nim Hall                          |
| Frankreich | Stade Olympique Yves-du-Manoir | Colombes          | Guy Basquet                       |
| Irland     | Lansdowne Road                 | Dublin            | Desmond O’Brien                   |
| Schottland | Murrayfield Stadium            | Edinburgh         | Peter Kininmonth / Arthur Dorward |
| Wales      | Cardiff Arms Park / St Helen’s | Cardiff / Swansea | John Gwilliam                     |

## Tabelle
|    | Land       | Spiele | Siege | Unent. | Ndlg. | Spiel- punkte | Diff. | Tabellen- punkte |
| -- | ---------- | ------ | ----- | ------ | ----- | ------------- | ----- | ---------------- |
| 1. | Wales      | 4      | 4     | 0      | 0     | 42:14         | + 28  | 8                |
| 2. | England    | 4      | 3     | 0      | 1     | 34:14         | + 20  | 6                |
| 3. | Irland     | 4      | 2     | 0      | 2     | 26:33         | − 7   | 4                |
| 4. | Frankreich | 4      | 1     | 0      | 3     | 29:37         | − 8   | 2                |
| 5. | Schottland | 4      | 0     | 0      | 4     | 22:55         | − 33  | 0                |

## Ergebnisse
| 12. Januar 1952 | Schottland                                                     | 11 : 13       | Frankreich                                                    | Murrayfield Stadium, Edinburgh Zuschauer: 55.000 Schiedsrichter: Ivor David (Wales) |
| 12. Januar 1952 | Versuche: Cordial Erhöhungen: Thomson Straftritte: Thomson (2) | (3:8) Bericht | Versuche: Basquet Prat Erhöhungen: Prat (2) Straftritte: Prat | Murrayfield Stadium, Edinburgh Zuschauer: 55.000 Schiedsrichter: Ivor David (Wales) |

| 19. Januar 1952 | England                 | 6 : 8         | Wales                                        | Twickenham Stadium, London Zuschauer: 72.000 Schiedsrichter: Noel Lambert (Irland) |
| 19. Januar 1952 | Versuche: Agar Woodward | (6:5) Bericht | Versuche: K. Jones (2) Erhöhungen: M. Thomas | Twickenham Stadium, London Zuschauer: 72.000 Schiedsrichter: Noel Lambert (Irland) |

| 26. Januar 1952 | Frankreich                                        | 8 : 11        | Irland                                                           | Stade Olympique Yves-du-Manoir, Colombes Zuschauer: 38.830 Schiedsrichter: Thomas Pearce (England) |
| 26. Januar 1952 | Versuche: Prat Erhöhungen: Prat Straftritte: Prat | (0:6) Bericht | Versuche: McCarthy (2) Erhöhungen: Notley Straftritte: Henderson | Stade Olympique Yves-du-Manoir, Colombes Zuschauer: 38.830 Schiedsrichter: Thomas Pearce (England) |

| 2. Februar 1952 | Wales                                                               | 11 : 0        | Schottland | Cardiff Arms Park, Cardiff Zuschauer: 56.000 Schiedsrichter: Michael Dowling (Irland) |
| 2. Februar 1952 | Versuche: K. Jones Erhöhungen: M. Thomas Straftritte: M. Thomas (2) | (8:0) Bericht |            | Cardiff Arms Park, Cardiff Zuschauer: 56.000 Schiedsrichter: Michael Dowling (Irland) |

| 23. Februar 1952 | Irland                                               | 12 : 8        | Schottland                                                  | Lansdowne Road, Dublin Schiedsrichter: Ivor David (Schottland) |
| 23. Februar 1952 | Versuche: Henderson Kyle Lane Straftritte: Henderson | (9:8) Bericht | Versuche: Davidson Erhöhungen: Thomson Straftritte: Thomson | Lansdowne Road, Dublin Schiedsrichter: Ivor David (Schottland) |

| 8. März 1952 | Irland              | 3 : 14        | Wales                                                                            | Lansdowne Road, Dublin Zuschauer: 42.000 Schiedsrichter: Peter Cooper (England) |
| 8. März 1952 | Straftritte: Murphy | (0:9) Bericht | Versuche: K. Jones Stephens C. Thomas Erhöhungen: L. Jones Straftritte: L. Jones | Lansdowne Road, Dublin Zuschauer: 42.000 Schiedsrichter: Peter Cooper (England) |

| 15. März 1952 | Schottland         | 3 : 19        | England                                                                              | Murrayfield Stadium, Edinburgh Schiedsrichter: Michael Dowling (Irland) |
| 15. März 1952 | Versuche: Johnston | (0:5) Bericht | Versuche: Evans Kendall-Carpenter Winn Woodward Erhöhungen: Hall (2) Dropgoals: Agar | Murrayfield Stadium, Edinburgh Schiedsrichter: Michael Dowling (Irland) |

| 22. März 1952 | Wales                                      | 9 : 5         | Frankreich                           | St Helen’s, Swansea Schiedsrichter: A. W. C. Austin (Schottland) |
| 22. März 1952 | Straftritte: L. Jones Dropgoals: A. Thomas | (3:5) Bericht | Versuche: Pomathios Erhöhungen: Prat | St Helen’s, Swansea Schiedsrichter: A. W. C. Austin (Schottland) |

| 29. März 1952 | England            | 3 : 0   | Irland | Twickenham Stadium, London Schiedsrichter: Ivor David (Irland) |
| 29. März 1952 | Versuche: Boobbyer | Bericht |        | Twickenham Stadium, London Schiedsrichter: Ivor David (Irland) |

| 5. April 1952 | Frankreich          | 3 : 6         | England               | Stade Olympique Yves-du-Manoir, Colombes Zuschauer: 37.000 Schiedsrichter: William Murdoch (Schottland) |
| 5. April 1952 | Versuche: Pomathios | (3:0) Bericht | Straftritte: Hall (2) | Stade Olympique Yves-du-Manoir, Colombes Zuschauer: 37.000 Schiedsrichter: William Murdoch (Schottland) |